# Traunkirchen
Traunkirchen is een gemeente in de Oostenrijkse deelstaat Opper-Oostenrijk, gelegen in het district Gmunden (GM). De gemeente heeft ongeveer 1700 inwoners.

## Geografie
Traunkirchen heeft een oppervlakte van 18 km². Het ligt in het centrum van het land. De gemeente ligt in het zuiden van de deelstaat Opper-Oostenrijk, niet ver van de deelstaten Stiermarken en Salzburg.
Altmünster · Bad Goisern am Hallstättersee · Bad Ischl · Ebensee am Traunsee · Gmunden · Gosau · Grünau im Almtal · Gschwandt · Hallstatt · Kirchham · Laakirchen · Obertraun · Ohlsdorf · Pinsdorf · Roitham am Traunfall · St. Konrad · St. Wolfgang im Salzkammergut · Scharnstein · Traunkirchen · Vorchdorf
- Gemeinsame Normdatei: 4060752-5
- Library of Congress Control Number: n82042455
- Nationale Bibliotheek van Tsjechië: ge1141187
- Nationale Bibliotheek van Israël: 987007562157405171
- Virtual International Authority File: 126371014
- WorldCat: E39PBJhmGBQbcpTCyKxGxyBpT3